# ترنووی لاز
ترنووی لاز (به صربی: Trnovi Laz) یک منطقهٔ مسکونی در صربستان است که در Prokuplje Municipality واقع شده‌است. ترنووی لاز ۶۲ نفر جمعیت دارد.